# ماريان أبيل
ماريان أبيل (بالإنجليزية: Marianne Appel)‏ هي رسامة أمريكية، ولدت في 6 مايو 1913 في وودستوك ‏ في الولايات المتحدة، وتوفيت في 26 سبتمبر 1988 في نيويورك في الولايات المتحدة.